# Hugo Sinzheimer (jurist)
Hugo Sinzheimer (Worms, 12 april 1875 – Bloemendaal-Overveen, 16 september 1945) was een Duits jurist.

## Levensloop

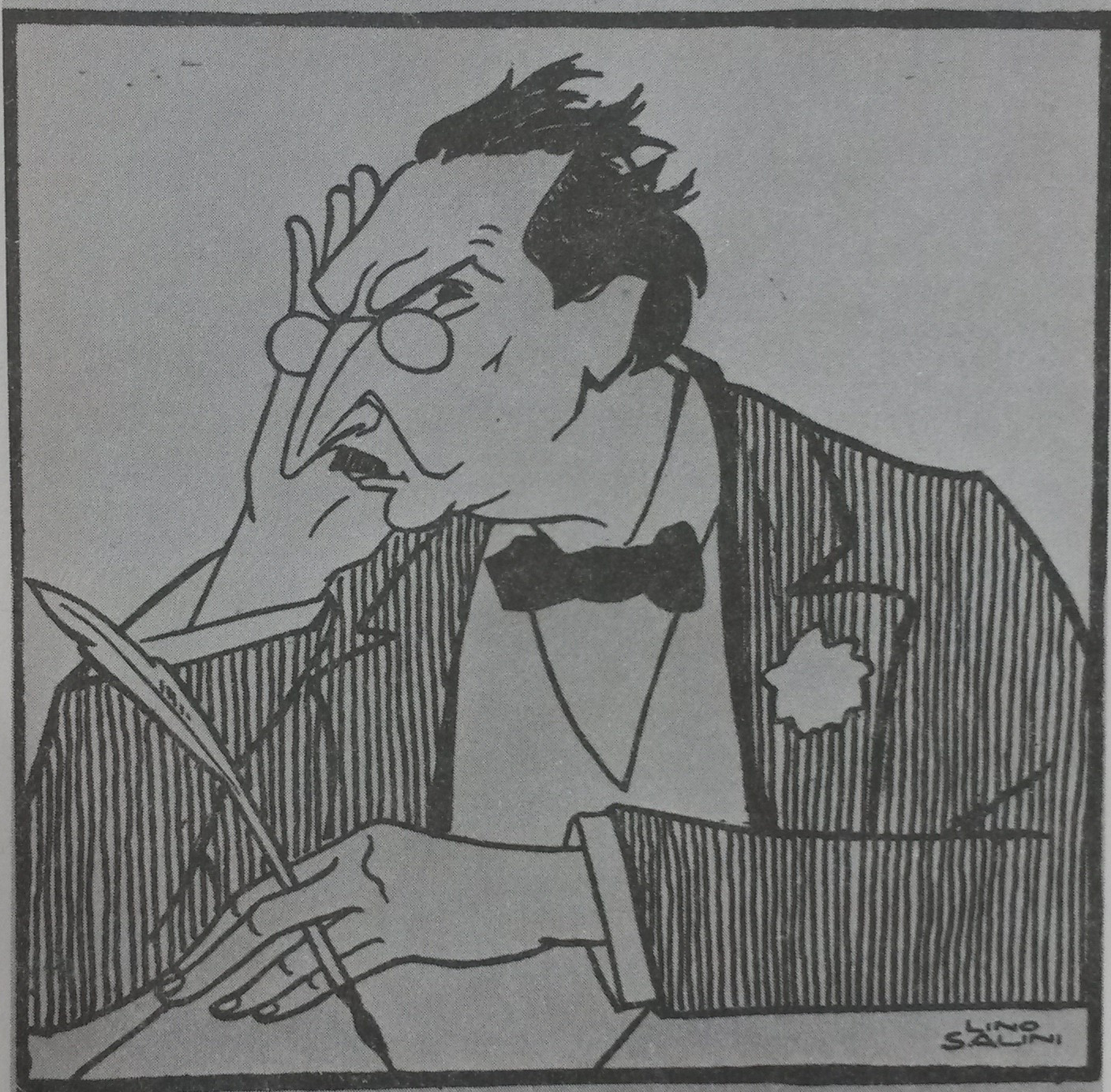
Hugo Sinzheimer door Lino Salini

Sinzheimer rondde in 1894 de middelbare school af. Vanaf 1895 studeerde hij rechtsgeleerdheid en economie aan de universiteit van München; hij rondde de studie met een promotie in 1902 aan de universiteit van Heidelberg af. Hij legde zich toe op het arbeidsrecht. In 1907 publiceerde hij een inleiding tot deze discipline, met als titel Der korporative Arbeitsnormenvertrag. 
Hij was een van de leden van de Constituante van 1919, die leidde tot de grondwet van de Weimarrepubliek. Sinzheimer had een grote invloed op het deel van de grondwet dat betrekking had op het arbeidsrecht en wordt in Duitsland beschouwd als de vader van het arbeidsrecht, internationaal wordt hij gezien als een van de grondleggers van het moderne arbeidsrecht. Zijn inspiratie vond hij in de idealen van de menselijke waardigheid en vrijheid.
Hij sloot zich in 1914 aan bij de SPD; vanaf 1920 was hij hoogleraar in het arbeidsrecht en de rechtssociologie aan de universiteit van Frankfurt; in 1921 verscheen het boek Grundzüge des Arbeitsrechts. In maart 1933 werd hij door de Nazi's opgepakt vanwege zijn linkse politieke opvattingen en Joodse achtergrond, hij moest naar Nederland vluchten en vestigde zich in Amsterdam. In de jaren daarna was hij hoogleraar aan de universiteiten van Amsterdam en Leiden.

### Tweede Wereldoorlog
Na de Duitse inval in Nederland in mei 1940 probeerde het gezin tevergeefs per vissersboot naar Engeland te vluchten. Na twee maanden werd Sinzheimer samen met zijn schoonzoon gearresteerd. Hij zat een aantal maanden vast in Kleef, maar kwam op voorspraak van zijn vrouw Paula Sinzheimer - Selig weer vrij. Zijn schoonzoon Richard Mainzer werd op transport gezet naar Cuba, waar hij later met zijn vrouw Gertrud (Traute) Sinzheimer - Mainzer en kinderen werd herenigd. Zoon Hans Simon werd in Antwerpen gearresteerd, maar ontsnapte uit het interneringskamp en wist Zuid-Frankrijk te bereiken en vluchtte vandaar via Cuba naar de Verenigde Staten. 
Sinzheimer en zijn vrouw werden op 9 augustus 1942 gearresteerd bij een razzia in Amsterdam. De Joodse Raad protesteerde tegen de razzia waar willekeurig mensen werden opgepakt. Zij kreeg van Ferdinand aus der Fünten toestemming twintig namen in te dienen voor personen die zij onmisbaar achtten voor de Joodse gemeenschap. Op die manier kwam het echtpaar Sinzheimer weer vrij. Kort daarna doken zij onder, ook hun jongste dochter Ursula (Ursel) Doris Postma - Sinzheimer dook onder. Gedurende de oorlog vonden zij onderdak op adressen in Hoogkarspel, Aerdenhout, Haarlem, Overveen en Bloemendaal. Zowel zijn kinderen als kleinkinderen overleefden allen de oorlog. Sinzheimer zelf haalde de bevrijding, zij het lichamelijk verzwakt. Een paar maanden na de bevrijding overleed hij aan de gevolgen van een hersenbloeding.

## Postuum
Het Hugo Sinzheimer Institute for Labour and Social Security Law (HSI) in Frankfurt is naar Sinzheimer vernoemd, Het is een onderzoeksinstituut van de Hans Böckler Stichting gevestigd in Frankfurt am Main (Duitsland). In de geest van Sinzheimer doet het HSI  arbeids- en socialezekerheidsonderzoek dat verschillende aspecten integreert en sociologische, juridische, internationale en vergelijkende rechtselementen omvat. Internationaal recht speelt een speciale rol, met name de Europeanisering van het arbeidsrecht. 
Het voormalige Hugo Sinzheimer Instituut van de faculteit der Rechtsgeleerdheid van de Universiteit van Amsterdam is naar hem vernoemd. Zijn naam staat ook genoemd op het Monument voor de vermoorde leden van de Rijksdag, hoewel het woord "vermoord" in Sinzheimers' geval in de heel ruime zin moet worden opgevat. 

## Trivia
Sinzheimers kleinzoon, Hugo Postma, trad van 1977 tot 1982 op met de popgroep The Meteors onder de naam Hugo Sinzheimer.